# Agdenes fyr
Agdenes fyr (norsk: Agdenes fyrstasjon) er et fyr som ligger ved Trondheimsfjorden i Agdenes kommune i Trøndelag fylke i Norge.
Fyret ble opført i 1804 og nedlagt i 1984, da en 12 meter høj fyrlygte blev plaseret på Ringflua lige nedenfor den gamle fyrstation.
Fyrstastionen er den ældste i Trondheimområdet. Den gamle fyrstation blev renoveret i 2005–2006, og ejes af Klæbu sparebank og bliver i dag udlejet til overnatning.